# هرج‌ومرج فضایی: میراث جدید
هرج‌ومرج فضایی: میراث جدید (انگلیسی: Space Jam: A New Legacy) که با نام هرج‌ومرج فضایی ۲ هم شناخته می‌شود، یک فیلم انیمیشن آمریکایی در ژانر ماجراجویی و کمدی به کارگردانی مالکوم دی. لی است که در سال ۲۰۲۱ منتشر شد. از بازیگران آن می‌توان به لبران جیمز اشاره کرد. این فیلم دنبالهٔ هرج‌ومرج فضایی (۱۹۹۶) است.

## داستان
لبران جیمز به همراه پسرش (دامنیک) وارد دنیای دیجیتالی وارنر ۳۰۰۰ می‌شوند و این هوش مصنوعی، جیمز را مجبور به بازی بسکتبال با تیم لونی تونز می‌کند و…

## بازخوردها
این فیلم با نقدهای منفی همراه بود. این فیلم از سایت راتن تومیتوز، نمره ۳۱ از ۱۰۰ را کسب کرد. همچنین در سایت متاکریتیک، نمره ۳۷ از ۱۰۰ را کسب کرد که نشان دهنده وضعیت نامطلوب فیلم است. همین‌طور در وب‌سایت مردمی بانک اطلاعات اینترنتی فیلم‌ها (IMDb)، نمره ۴٫۳ از ۱۰ را به دست آورد.